# Gliotoxin
Gliotoxin ist ein potentes Mykotoxin (Schimmelpilzgift), das von Aspergillus fumigatus, Aspergillus terreus, Eurotium chevalieri und Gliocladium fimbriatum gebildet wird. Da das Toxin in erster Linie von dem weit verbreiteten Aspergillus fumigatus gebildet wird, könnten auch im Biomüll unter geeigneten Voraussetzungen erhöhte Mengen dieses Mykotoxins enthalten sein.

## Wirkung
Die Wirkung von Gliotoxin äußert sich vor allem in seinen immunsuppressiven und cytotoxischen (zellgiftigen) Eigenschaften. Das Toxin beschleunigt den natürlichen Zelltod (Apoptose) bei tierischen und menschlichen Körperzellen, welcher gewöhnlich erst nach dem Erreichen eines bestimmten Alters der Zelle eintritt.
Gliotoxin ist auch für die medizinische Forschung interessant, da seine cytotoxische Wirkung auch bei Krebszellen nachgewiesen werden konnte. Möglicherweise kann Gliotoxin daher auch in der Krebstherapie Verwendung finden.